# Brunswick (Ohio)
Brunswick é uma cidade localizada no estado norte-americano de Ohio, no Condado de Medina.

## Demografia
Segundo o censo norte-americano de 2000, a sua população era de 33.388 habitantes.
Em 2006, foi estimada uma população de 35.107, um aumento de 1719 (5.1%).

## Geografia
De acordo com o United States Census Bureau tem uma área de 32,6 km², dos quais 32,5 km² cobertos por terra e 0,1 km² cobertos por água.

## Localidades na vizinhança
O diagrama seguinte representa as localidades num raio de 16 km ao redor de Brunswick.